# 경구수액

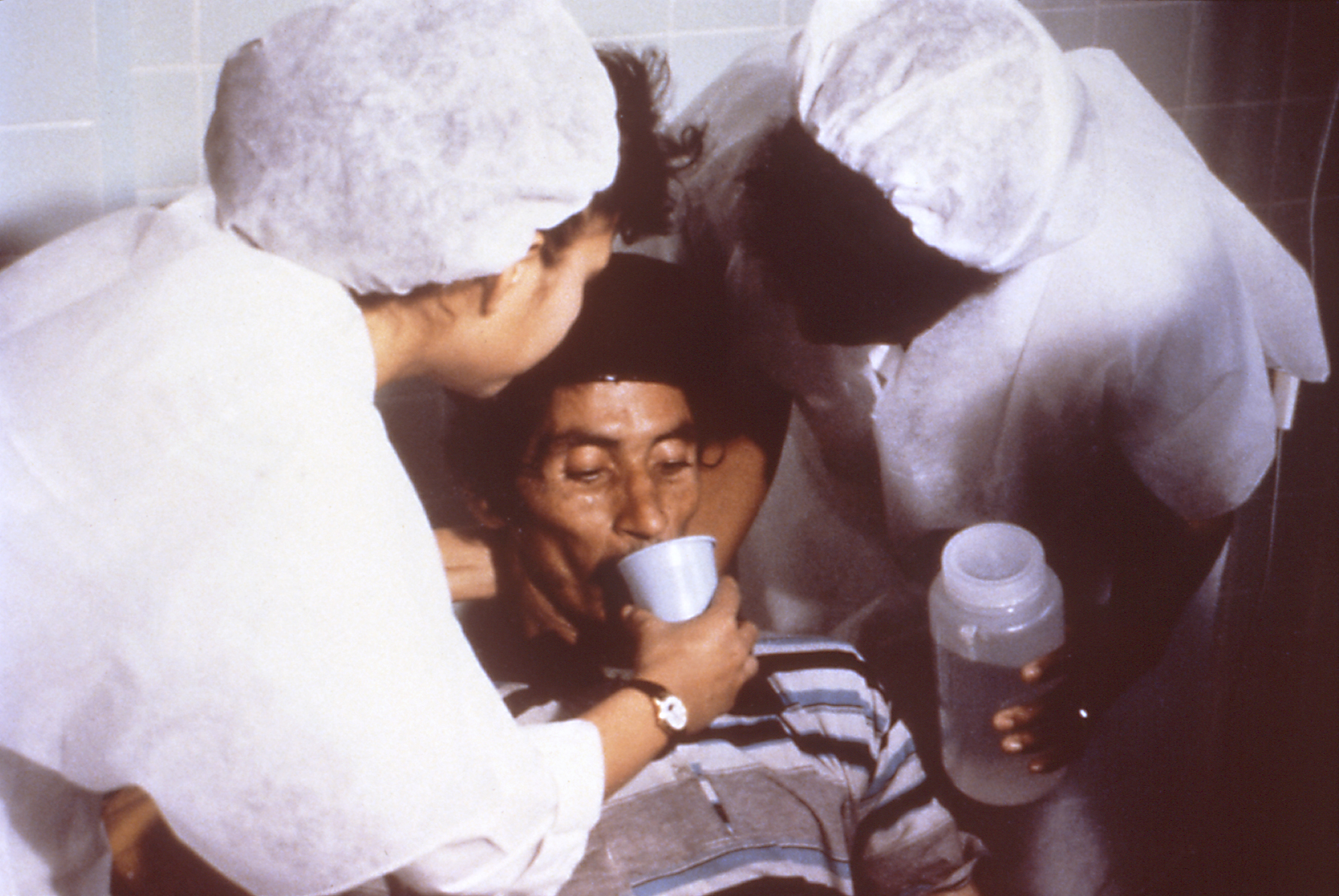

경구수액은 특히 설사로 인한 탈수를 예방하고 치료하기 위해 사용되는 수액의 일종이다.

## 역사
1960년에 소장에서 나트륨과 포도당이 동시 이동하는 경로가 밝혀졌고 이를 근간으로 개발된 경구수액은 페니실린과 함께  20세기 가장 중요한 의학적 진보로 평가되었다. 1961년 Philips와 Wallace는 콜레라 환자에 염화나트륨을 공급하면 흡수되지 않지만 경구수액에 포도당을 첨가하면 나트륨의 흡수가 증대됨을 증명하였다. 이후 Hirschhorn 등은 포도당 포함 경구수액치료가 정맥수액 필요를 감소시킴을 연구하였다. 파키스탄에 설립된 동남아시아조약기구(The Southeast Asia Treaty Organization) 콜레라연구소에 근무하던 의사였던 Nalin 등에 의해 1968년 29명의 콜레라 환자를 대상으로 위장관 튜브와 직접 섭취를 위한 경구 수액 치료를 시행한 환자와 정맥 수액 치료를 시행한 실험 결과, 마시는 방법의 경구 수액 요법의 치료효과를 입증하였다. 1975년 이후 시작된 세계보건기구(World Health Organization, WHO)의 경구수액 보급 캠페인으로 인하여 경구수액을 이용한 효과적이고 간단하며 비용이 저렴한 치료방법이 알려지기 시작하였다. 급성장염은 저개발국에서 어리고 영양결핍이 있는 환자를 중심으로 Vivrio cholerae 등의 감염성 원인균의 급격한 유행성 전파와 심한 탈수 유발에 의한 높은 사망률을 보이며 이는 해당 연령의 의료비 지출의 2~3%를 차지하는 직접적 경제손실과 부모의 경제활동에 장해를 주는 간접적 손실을 유발하게 되는데, 경구 수액을 사용하여 이러한 사회적 비용을 감소시키고 설사에 의한 5세 이하의 소아 사망률은 1980년에 비해 2008년에 75%나 감소시킨 것이 밝혀졌다 코크란연합의 Hartling 등의 메타분석연구는 1960년부터 2000년까지 40년 간 1811명에게 이뤄진 17개 임상연구를 분석하여 경구수액을 이용한 수분보충과 정맥수액을 이용한 수분보충 간의 유의한 차이가 없음을 확인하였다. Ronald 등의 연구에서 13종의 음료 및 경구수액의 효과를 비교하였을 때 경구수액이 물과 스포츠음료에 비하여 약 35% 소변배출이 덜하고 1.54배의 수분을 더 보충함을 확인하였다.

## 경구수액 섭취기준 및 방법
탈수의 정도에 근거한 물 소실량을 판단하여 공급한다. 기본적으로 평상 시 체중에서 현재 체중을 뺀 것을 물의 소실량으로 추정한다. 그러나 원래 체중을 정확히 알 수 없는 경우가 많으므로 탈수의 정도에 근거하여 소실된 물의 양을 판단한다. 체중의 3% 정도를 소실하였을 경우 경증 탈수, 체중의 3~6%를 소실하였을 경우 중등도 탈수, 체중의 6~10% 정도를 소실하였을 경우 중증 탈수로 정의하며, 중증 탈수가 되면 점막은 바짝 마르며 모세혈관 재충전 시간이 4초 이상으로 늘어나고 혈압이 떨어지며 심박수가 증가하고 소변이 나오지 않는 등의 임상 증상이 나타나며 지속될 경우 혈액의 신관류가 감소하여 콩팥의 허혈성 손상 및 급성 세뇨관 괴사가 올 수 있다. 소변 비중 및 혈청 크레아티닌 치에 비한 BUN의 비율로도 추정할 수 있다. 우리나라의 경우 중증 탈수 상태로 병원에 오는 경우는 거의 없으므로 경구 수액 요법이 매우 효과적일 수 있다.

### 소아의 경우
5세 이하의 소아에서 임상적인 탈수 소견이 없을 경우 10ml/kg를 보충하고, 3~5%의 경증 탈수에는 첫 4시간에 50ml/kg를 공급하면 된다. 6~9%의 중등도 탈수에는 첫 4시간에 100ml/kg를 초기 수액으로 섭취하고 이후에는 경증 탈수와 같은 방법으로 유지요법의 경구 수액을 공급한다. 쉽게 말해, 열이 있을 경우 경증 탈수 상태로 간주하고 첫 4시간 동안 50ml/kg를 주면 된다. 1일 최대 100~150ml/kg까지 복용할 수 있다. 구토가 있을 경우 구토가 줄어들 때까지 5ml(1 차숟가락 정도) 정도의 소량의 수액을 1-2분 간격으로 먹이는 방법을 시도할 수 있다.

### 군인의 경우
미군지침에 따르면 맹물을 섭취할 경우 시간당 350ml 이하, 하루 3L 이하로 제한하는데 이는 맹물의 과다 섭취로 인한 저나트륨혈증의 위험 때문이다. 섭씨 31도 이상의 외부환경을 기준으로 저강도 활동(215kcal/h, 13Kg 이상을 소지한 무장대기, 단단한 지형에서 4km/h의 속도로 걷기, 위병, 사격훈련, 제식훈련) 시 시간 당 1L, 중강도 활동(365kcal/h, 구보, 무른 지형에서 4km/h의 속도로 걷기, 단단한 지형에서 5.5km/h의 속도로 빠르게 걷기, 체조, 정찰, 유격, 참호구축, 수영) 시 시간 당 1.5L, 고강도 활동(516kcal/h, 18Kg 이상 소지한 무장급속행군, 단단한 지형에서 5.5km/h 이상, 무른 지형에서 4km/h 이상의 빠르게 걷기) 시 시간 당 2L의 땀 배출이 일어나므로 같은 양의 수분을 동시에 보충해야 탈수를 예방할 수 있다. 경구수액의 경우 혈액과 유사한 삼투압과 충분한 전해질을 함유하여 상기와 같이 많은 양을 공급하더라도 전해질 불균형을 일으키지 않고 필요한 수분을 공급할 수 있다.

### 수중활동 시
깊은 수심에서는 수압이 대기압의 3~5배에 이르기 때문에 혈액에 질소가 더 많이 용해된다. 다이빙이 끝나고 수면으로 상승하면 기압이 다시 낮아지면서 혈액 속에 녹아있던 질소가 기화되어 버블을 형성하게 되는데, 이 질소 공기방울들이 혈관을 타고 흐르며 전신의 작은 혈관을 막게되고 특히 심장과 폐의 작은 혈관을 막아 발생하는 증상 등을 통칭하여 DCI(Decompressive Illness, 감압병 또는 잠수병)이라고 한다. 천천히 상승하여 질소방울의 형성을 감소하는 것이 최선이지만 충분한 수분 공급으로 혈액의 표면장력을 높일 경우 강한 표면장력이 질소버블이 커지지 않도록 압박하고 또 형성된 버블이 제거되는데 도움을 준다. 이러한 점 때문에 DAN europe 등 다이빙 연합에서는 혈액의 표면장력을 높이기 위한 연구와 캠페인을 시행하기도 하였다.
수중활동 중 탈수가 빠르게 진행되는 이유는 압축 공기를 흡입하면서 호기 중으로 수분을 많이 빼앗기며, 몸을 누르는 수압으로 인해 팔과 다리의 혈관이 수축되어 몸통(심장, 폐, 내장기관, 대혈관)의 혈류가 상대적으로 증가, 콩팥으로 가는 혈류도 증가되어 소변 생성이 증가(Immersive diuresis)하기 때문이다. 또한 따뜻한 물 속에서 전신을 덮는 슈트의 착용은 땀 배출을 증가시키고, 염도가 높은 바닷물이 피부에 접촉되는 동안 수분을 빼앗고, 물 위에서도 나트륨 결정(salt crystal)이 피부에 남아 수분을 지속적으로 빼앗는다. 그러나 맹물이나 이온음료를 섭취할 경우 낮은 나트륨 함량으로 인하여 저나트륨혈증을 유발하기 때문에 경구수액을 다이빙 전, 중, 후에 충분히 섭취하여 전해질 불균형의 우려없이 충분한 수분 섭취를 달성하고 안전한 혈액 표면장력을 유지할 수 있다.

## 금기
10% 이상의 중증 탈수에는 쇼크 상태에서 회복될 때까지는 정맥 내 수액공급을 시행하고 이후 환자 상태가 안정화된 후에 경구수액의 시행을 고려한다. 10% 이상의 중증 탈수, 의식 저하, 호흡 곤란으로 경구수액을 마실 수 없는 상태, 외과적 급성복증이 의심될 때, 혈역학적 불안정 상태 또는 나트륨 균형이 깨져있는 상태(혈중 Na 농도 120mEq/L 미만 또는 160mEq/L 초과)는 금기이다. 질병 상태가 아닌 일반적인 신체 상태에서는 시간당 2L, 하루 10L 이상의 섭취를 제한한다.